# Непал на Зимским олимпијским играма 2014.
Непалу је ово било четврто учешће на Зимским олимпијским играма. Делегацију Непала, на Играма 2014. у Сочију представљао је 1 спортиста који се такмичио у скијашком трчању.
Заставу Непала на свечаном отварању Олимпијских игара 2010. носио је по трећи пут једини такмичар Дахири Шерпа,. најстарији непалски олимпијац до данас, са 44 године и 100 дана.
Непалски олимпијски тим је остао у групи екипа које нису освојиле медаље на Зимским олимпијским играма.

## Скијашко трчање
| Такмичар     | Дисциплина     | Резултат | Заостатак | Место/уч.(укуп.) | Детаљи |
| ------------ | -------------- | -------- | --------- | ---------------- | ------ |
| Дахири Шерпа | 15 км класично | 55:39,3  | +17:09,6  | 86 / 87 (92)     |        |